# Galles Racing
Galles Racing is een voormalig Amerikaans raceteam dat deelnam aan de Champ Car series en het Indy Racing League kampioenschap. Het werd opgericht door Rick Galles. Van 1990 tot 1992 had het team de naam Galles-Kraco Racing.

## Champ Car
De eerste overwinning voor het team kwam er in 1984 toen Al Unser Jr. won op de Portland International Raceway. Hij werd de meest succesvolle rijder voor het team met 16 van de in totaal 19 Champ Car overwinningen dat het team in zijn geschiedenis behaalde, waaronder de Indianapolis 500 van 1992. Unser werd Champ Car kampioen in 1990 met het team. Andere coureurs die een overwinning boekten zijn Danny Sullivan die won in Long Beach in 1992 en Detroit in 1993. Bobby Rahal won op het circuit van Meadowlands in 1991.

## Indy Racing League
In 1996 nam het team deel aan de Indianapolis 500 dat vanaf dat jaar deel uitmaakte van de nieuw opgerichte Indy Racing League, maar bleef verder in de Champ Car series rijden. In 1997 maakte het team de definitieve overstap naar de Indy Racing League. In 2000 keerde Al Unser Jr. terug naar het team die van 1994 tot 1999 bij Penske Racing had gereden in de Champ Car. Hij won dat jaar de race op de Las Vegas Motor Speedway. In 2001 won hij de laatste keer voor het team, ditmaal op de Gateway International Raceway. Na dat seizoen hield het team op te bestaan.

## Palmares
Kampioenschapstitel (Champ Car)
- 1990  Al Unser Jr.

Indy 500 winnaar
- 1992  Al Unser Jr.